# خط طول 133° شرق
خط طول 133° شرق هو أحد خطوط الطول الجغرافية، والتي تمتد من القطب الشمالي الجغرافي إلى القطب الجنوبي الجغرافي، وحسب التحويل الزمني يتقدم خط طول 133° شرق عن خط غرينتش بـ8 ساعات و52 دقيقة.

## من القطب إلى القطب
ينطلق خط طول 133° شرق من القطب الشمالي نحو القطب الجنوبي مرورا بالمناطق التي ترد في الجدول التالي:
| الإحداثيات                           | البلد أو الإقليم أو البحر | ملاحظات |
| ------------------------------------ | ------------------------- | --- |
| 90°0′N 133°0′E / 90.000°N 133.000°E  | المحيط المتجمد الشمالي    | |
| 76°53′N 133°0′E / 76.883°N 133.000°E | بحر لابتيف                | |
| 71°58′N 133°0′E / 71.967°N 133.000°E | روسيا                     | ياقوتيا خاباروفسك كراي — من 59°1′N 133°0′E / 59.017°N 133.000°E أوبلاست أمور — من 53°28′N 133°0′E / 53.467°N 133.000°E Khabarovsk Krai — من 55°22′N 133°0′E / 55.367°N 133.000°E أوبلاست أمور — من 53°20′N 133°0′E / 53.333°N 133.000°E Khabarovsk Krai — من 52°10′N 133°0′E / 52.167°N 133.000°E الأوبلاست اليهودية الذاتية — من 49°10′N 133°0′E / 49.167°N 133.000°E |
| 48°2′N 133°0′E / 48.033°N 133.000°E  | جمهورية الصين الشعبية     | هيلونغجيانغ |
| 45°2′N 133°0′E / 45.033°N 133.000°E  | روسيا                     | بريمورسكي كراي |
| 42°48′N 133°0′E / 42.800°N 133.000°E | بحر اليابان               | |
| 36°7′N 133°0′E / 36.117°N 133.000°E  | اليابان                   | جزيرة نيشينوشيما [لغات أخرى]‏, شيمانه (محافظة) |
| 36°2′N 133°0′E / 36.033°N 133.000°E  | بحر اليابان               | |
| 35°32′N 133°0′E / 35.533°N 133.000°E | اليابان                   | جزيرة هونشو — شيمانه (محافظة) — هيروشيما (محافظة) — من 35°5′N 133°0′E / 35.083°N 133.000°E |
| 34°19′N 133°0′E / 34.317°N 133.000°E | بحر سيتو الداخلي          | |
| 34°17′N 133°0′E / 34.283°N 133.000°E | اليابان                   | جزيرة Ōmi، إهيمه (محافظة) |
| 34°11′N 133°0′E / 34.183°N 133.000°E | بحر سيتو الداخلي          | |
| 34°4′N 133°0′E / 34.067°N 133.000°E  | اليابان                   | جزيرة شيكوكو — إهيمه (محافظة) — كوتشي (اليابان) — من 33°28′N 133°0′E / 33.467°N 133.000°E |
| 32°43′N 133°0′E / 32.717°N 133.000°E | المحيط الهادئ             | |
| 0°29′S 133°0′E / 0.483°S 133.000°E   | إندونيسيا                 | جزيرة غينيا الجديدة |
| 2°16′S 133°0′E / 2.267°S 133.000°E   | Berau Bay                 | |
| 2°33′S 133°0′E / 2.550°S 133.000°E   | إندونيسيا                 | جزيرة غينيا الجديدة |
| 4°6′S 133°0′E / 4.100°S 133.000°E    | بحر آرافورا               | |
| 5°39′S 133°0′E / 5.650°S 133.000°E   | إندونيسيا                 | جزيرة جزيرة كاي الكبرى |
| 5°42′S 133°0′E / 5.700°S 133.000°E   | بحر آرافورا               | |
| 11°26′S 133°0′E / 11.433°S 133.000°E | أستراليا                  | إقليم شمالي (أستراليا) جنوب أستراليا — من 26°0′S 133°0′E / 26.000°S 133.000°E |
| 32°5′S 133°0′E / 32.083°S 133.000°E  | المحيط الهندي             | Australian authorities consider this to be part of the المحيط الجنوبي[1][2] |
| 60°0′S 133°0′E / 60.000°S 133.000°E  | المحيط الجنوبي            | |
| 66°10′S 133°0′E / 66.167°S 133.000°E | القارة القطبية الجنوبية   | الإقليم الأسترالي في القارة القطبية الجنوبية، المطالب الإقليمية بالقارة القطبية الجنوبية by أستراليا |